# Cercle d'Aousserd
Le cercle d'Aousserd est une circonscription administrative marocaine situé dans la province d'Aousserd, au sein de la région de Dakhla-Oued Ed Dahab. Son chef-lieu se trouve dans le caïdat éponyme.
Il est composé de quatre caïdats regroupant quatre communes rurales et a connu, de 1994 à 2004 (années des derniers recensements), une hausse de population, passant de 1 745 à 12 923 habitants.

## Administration et politique

### Découpage territorial
| Caïdat     | Nombre de communes | Communes   | Population en 1994 (hab.) | Population en 2004 (hab.) |
| ---------- | ------------------ | ---------- | ------------------------- | ------------------------- |
| Aousserd   | 1                  | Aousserd   | 672                       | 5 832                     |
| Aghouinite | 1                  | Aghouinite | 391                       | 222                       |
| Zoug       | 1                  | Zoug       | 392                       | 833                       |
| Tichla     | 1                  | Tichla     | 290                       | 6 036                     |